# Joži Munih Petrič
Joži Munih Petrič, slovenska pisateljica, * 18. marec 1906, Bohinjska Bistrica, † 6. februar 1996, Ljubljana.

## Življenje in delo
Do leta 1926 je živela deloma v Bohinju, deloma v Kranju, potem pa se je odselila na Češko, kjer se je poročila. Končala je trgovsko in gospodinjsko šolo ter dveletni tečaj za bolniške sestre. Leta 1934, ko se je vrnila v Jugoslavijo, je po krajši zaposlitvi v trgovski stroki sprejela mesto bolniške sestre v Zagrebu. Leta 1941 so jo aretirali ustaši. Po izpustitvi se ji je posrečilo priti v Ljubljano, kjer je zbirala sanitetni material in ga pošiljala partizanom na Gorenjsko. S tem je nadaljevala tudi potem, ko se je odselila v Kranj, kjer se je ponovno poročila.
Z devetim letom je napisala prvo pravljico, ki pa ni bila objavljena. Odtlej je želja za pisanjem ni več zapustila. Sledila so leta brezuspešnih literarnih poskusov, nato pa je pisala večerniško oziroma popularno prozo, velja pa tudi za avtorico kmečke in izseljenske povesti Prvi roman Za kos kruha je napisala na Češkem leta 1932, a je delo zaman ponujala češkim založbam. Leta 1939 je poslala krajše črtice ženski reviji v Ljubljani. 12 let kasneje je Mohorjeva družba izdala njeno prvo povest Ljudje iz Stržišča. Leta 1963 je izšla knjiga Sadovi zla in leta 1970 Ana. Umrla je v Ljubljani, pokopana pa je v Kranju.

## Nagrade
- Leta 1975 je osvojila prvo nagrado na literarnem razpisu ČZP Kmečki Glas za povest Ptice pojo nad Olševkom.

### Romani
- Sadovi zla (1963) (COBISS)
- Večni krog (1977) (COBISS)
- Bremena in radosti časov (1979) (COBISS)
- Za kos kruha (1980) (COBISS)
- Sovraštvo ni večno (1983) (COBISS)

### Kratka proza
- Ana (1970) (COBISS)
- Ljudje iz Stržišča (1961) (COBISS)
- Ptice pojo nad Olševkom (1975) (COBISS)